# 詹姆斯冰原島峰
詹姆斯冰原島峰（英語：James Nunatak），是南極洲的冰原島峰，位於帕爾默地東岸，處於劉易斯角以南9公里，海拔高度410米，在1940年由美國探險隊發現，現時由南極條約體系管理。